# Skrull
Os Skrulls são uma raça alienígena fictícia que aparecem nos quadrinhos norte-americanos publicados pela Marvel Comics. Foram criados por Stan Lee e Jack Kirby, estreando no quadrinho Fantastic Four #2, de 1962.

## Características
Os Skrulls são representados por seres de forma humanoide de pele esverdeada. Suas características mais notáveis são suas orelhas pontudas e seu queixo com marcas expressivas. Eles possuem olhos que variam de verdes para vermelhos, dependendo do indivíduo em questão. Uma habilidade em comum em todos os Skrulls é a habilidade de mudar de forma, podendo se transformar em qualquer coisa, de orgânica (como animais), a inorgânica (lâmpadas e outros objetos).

## Invasão Secreta
O arco de histórias Invasão Secreta põe os Skrulls como foco principal. Na trama, é revelado que um Império Skrull, comandado pela Rainha Veranke, teria se infiltrado já há muito tempo no planeta Terra, capturando e tomando o lugar, disfarçados, de vários dos maiores heróis terráqueos. Com infiltrados por todo o mundo, eles decidem invadir de forma total o planeta. A invasão, porém, acaba falhando, custando a vida de Veranke e reduzindo o número da raça alienígena.

## Skrulls notáveis
- Kl'rt: Também conhecido como Super-Skrull, é um ser que possui todas as habilidades dos membros originais do Quarteto Fantástico.[5]
- Veranke: Também conhecida como Rainha Skrull. Liderou o Império durante os eventos de Invasão Secreta e se infiltrou na Terra disfarçada como Jessica Drew, a Mulher-Aranha.[6]
- Talos: Um Skrull que não possui a habilidade de mudar de forma, por conta de uma mutação, porém possuindo uma força fisíca extrema.[7]

## Em outras mídias

### Live-action

#### Cinema
- Os Skrulls fazem sua estréia no Universo Cinematografico da Marvel no filme Capitã Marvel.[8]
- Eles aparecem na cena pós-créditos de Homem-Aranha: Longe de Casa.[9]

#### TV
- Uma Skrull feminina faz uma participação curta no último episódio da série WandaVision.[10]
- Estão presentes na minissérie Secret Invasion.[11]